# Воронков Андрій Миколайович
Андрі́й Микола́йович Воронко́в (біл. Андрэй Мікалаевіч Варанкоў, рос. Андрей Николаевич Воронков, *8 лютого 1989, Мозир, БРСР) — білоруський футболіст, нападник клубу «Славія-Мозир», екс-гравець національної збірної Білорусі.

## Клубна кар'єра
Вихованець СДЮШОР м. Мозир. Перший тренер — Леонід Нейтман. 2005 року виступав за молодіжну команду «Славія-Мозир» (12 матчів, 2 голи).
На початку 2007 року переїхав до України, уклавши контракт з київським «Динамо», у структурі якого виступав за дублюючий склад у турнірі дублерів та за другу команду клубу у першій лізі чемпіонату України. За головну команду «Динамо» брав участь лише в одному матчі — грі проти донецького «Шахтаря» за Суперкубок України 10 липня 2007 року. Андрій вийшов на поле на 78 хвилині замість Володимира Лисенка.

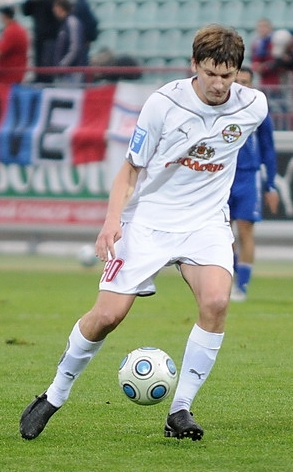
Андрій Воронков під час виступів за «Оболонь». 24 жовтня 2009 року

На початку сезону 2009/10 перейшов на правах оренди до київської «Оболоні», новачка української Прем'єр-ліги. Дебютував у матчах вищого дивізіону української першості 19 липня 2009 року у матчі «Оболоні» проти харківського «Металіста». Вже у наступній грі команди відзначився своїм першим забитим голом у Прем'єр-лізі — 26 липня 2009 року у ворота луганської «Зорі».
Протягом зимової перерви чемпіонату 2009/10 головний тренер «Оболоні» Юрій Максимов перейшов до криворізького «Кривбаса», а Воронков став одним з гравців, яких тренер запросив із собою до нового клубу. У складі криворіжців Воронков виступав півтора сезони на правах оренди до літа 2011 року.
У липні 2011 року на умовах піврічної оренди приєднався до складу львівських «Карпат», проте заграти у складі «левів» не зумів.
В березні 2012 року на умовах 4-місяної оренди перейшов до білоруського «Немана», після чого був на перегляді в російському «Амкарі», але не підійшов команді і повернувся в Київ.
31 серпня 2012 року на правах оренди до кінця року перейшов у запорізький «Металург», за який зіграв дев'ять матчів, після чого в кінці року повернувся в Київ.
З початку 2013 року знову почав виступати за другу динамівську команду, яка виступала у першій лізі.

## Виступи у збірних
Грав за юнацькі збірні Білорусі різних вікових категорій.
За молодіжну збірну Білорусі зіграв 20 матчів, забив 6 м'ячів. У складі молодіжної збірної влітку 2011 року Андрій Воронков завоював бронзову медаль молодіжного чемпіонату Європи, ставши найкращим бомбардиром білоруської команди. Він забив м'ячі у ворота однолітків з Ісландії (в першому матчі з пенальті) та Іспанії (відкрив рахунок у півфіналі, забивши м'яч у ворота Давіда Де Хеа ударом через себе).
Захищав кольори олімпійської збірної Білорусі на Олімпійських іграх 2012 року у Лондоні, на яких зіграв у двох матчах і забив один гол.
Восени 2007 року, у 18-річному віці отримав виклик до національної збірної Білорусі, у складі якої дебютував у матчі кваліфікаційного раунду до чемпіонату Європи 2008 проти збірної Люксембургу 13 жовтня 2007 року.

## Досягнення
- Володар суперкубка України: 2007
- Бронзовий призер молодіжного чемпіонату Європи: 2011